# Horzvîn, Luțk
Horzvîn (în ucraineană Горзвин) este un sat în comuna Bilostok din raionul Luțk, regiunea Volînia, Ucraina.

## Demografie
Componența lingvistică a localității Horzvîn
     Ucraineană (99,32%)
     Alte limbi (0,68%)
Conform recensământului din 2001, majoritatea populației localității Horzvîn era vorbitoare de ucraineană (99,32%), existând în minoritate și vorbitori de alte limbi.